# Условно пригодные
«Условно пригодные» (дат. De måske egnede) — роман датского писателя Питера Хёга, написанный в 1993 году.

## Сюжет
Роман рассказывает о судьбе трёх детей, проходящих воспитание в частной школе в Копенгагене в середине 70-х годов 20-го века. Дети обнаруживают, что они являются частью эксперимента, проводимого сетью воспитательных домов для детей оставшихся без попечения, находящихся в сложной жизненной ситуации или переживающих разные формы неврологических заболеваний. Целью эксперимента является изучение того, как дети с трудностями могут быть «спасены» и возвращены в общество. Однако методы, используемые педагогами, приводят к противоположным результатам: дети пытаются остановить эксперимент.
Роман развивается вокруг детей Питера, Катарины, Августа и их педагогов, о которых рассказывается от лица Питера. Можно сказать, что главным героем романа Питера Хёга «Условно пригодные» является время, что следует из текста романа.

## Критика
В своей работе «Проблемы передачи лингвоспецифических особенностей представления времени на материале анализа романа Питера Хёга „DE MåSKE EGNEDE“ и его русского перевода» заведующая сектором германских языков Института языкознания РАН Д. Б. Никуличева раскрывает сложность перевода метафор автора из метафорического представления их в темпоральной системе датского языка в метафоры пространственно-временного представления в русском языке
В статье-интервью с главной и пока единственной переводчицей творчества П. Хёга Еленой Красновой автор перевода отмечает огромную значимость для датского писателя раскрытия темы времени, описания способов взаимодействия главных героев со временем как в этом произведении так и в других произведениях автора